# Сейворд
Сейворд (англ. Sayward) — село в Канаді, у провінції Британська Колумбія, у складі регіонального округу Страткона.

## Населення
За даними перепису 2016 року, село нараховувало 311 осіб, показавши скорочення на 1,9%, порівняно з 2011-м роком. Середня густина населення становила 68,9 осіб/км².
З офіційних мов обидвома одночасно володіли 10 жителів, тільки англійською — 300. Усього 15 осіб вважали рідною мовою не одну з офіційних.
Працездатне населення становило 47,1% усього населення, рівень безробіття — 12,5%.
Середній дохід на особу становив $35 251 (медіана $24 192), при цьому для чоловіків — $44 416, а для жінок $25 533 (медіани — $34 432 та $19 904 відповідно).
29,4% мешканців мали закінчену шкільну освіту, не мали закінченої шкільної освіти — 37,3%, 35,3% мали післяшкільну освіту, з яких 22,2% мали диплом бакалавра, або вищий.
| Статево-вікова структура населення | Статево-вікова структура населення | Статево-вікова структура населення | Статево-вікова структура населення | Статево-вікова структура населення |
| ---------------------------------- | ---------------------------------- | ---------------------------------- | ---------------------------------- | ---------------------------------- |
|                                    |                                    |                                    |                                    |                                    |
| Всього                             | Всього                             | 53,2%46,8%                         |                                    |                                    |
| 0 — 14 років                       | 0 — 14 років                       |                                    | 12,9%                              | 12,9%                              |
| 15 — 64 років                      | 15 — 64 років                      |                                    | 58,1%                              | 58,1%                              |
| 65 і більше                        | 65 і більше                        |                                    | 29%                                | 29%                                |
| Середній вік (років)               | Середній вік (років)               | 50,148,9                           | 49,5                               | 49,5                               |
| Медіана (років)                    | Медіана (років)                    | 59,257,0                           | 57,9                               | 57,9                               |
| — чоловіки — жінки                 |                                    |                                    |                                    |                                    |

| Походження мешканців:     | Походження мешканців:     | Походження мешканців: | Походження мешканців: | Походження мешканців: |
| ------------------------- | ------------------------- | --------------------- | --------------------- | --------------------- |
| Походження                |                           |                       | осіб                  | %                     |
| Корінні американці        | Корінні американці        |                       | 50                    | 16.39%                |
| Інше північноамериканське | Інше північноамериканське |                       | 135                   | 44.26%                |
| Європейське               | Європейське               |                       | 180                   | 59.02%                |
| британське                | британське                |                       | 125                   | 40.98%                |
| французьке                | французьке                |                       | 10                    | 3.28%                 |
| українське                | українське                |                       | 25                    | 8.2%                  |
| Африканське               | Африканське               |                       | 10                    | 3.28%                 |
| Азійське                  | Азійське                  |                       | 10                    | 3.28%                 |

## Клімат
Середня річна температура становить 8,5°C, середня максимальна – 17,8°C, а середня мінімальна – -2°C. Середня річна кількість опадів – 2 351 мм.
| Клімат поселення                              | Клімат поселення | Клімат поселення | Клімат поселення | Клімат поселення | Клімат поселення | Клімат поселення | Клімат поселення | Клімат поселення | Клімат поселення | Клімат поселення | Клімат поселення | Клімат поселення | Клімат поселення |
| Показник                                      | Січ.             | Лют.             | Бер.             | Квіт.            | Трав.            | Черв.            | Лип.             | Серп.            | Вер.             | Жовт.            | Лист.            | Груд.            |                  |
| Середній максимум, °C                         | 6,47             | 7,57             | 9,49             | 11,84            | 14,60            | 17,06            | 17,23            | 17,76            | 15,81            | 12,06            | 7,79             | 4,74             |                  |
| Середня температура, °C                       | 2,23             | 3,33             | 5,24             | 7,60             | 10,36            | 12,81            | 14,61            | 15,17            | 13,20            | 9,47             | 5,19             | 2,16             |                  |
| Середній мінімум, °C                          | −2,03            | −0,9             | 1,00             | 3,34             | 6,11             | 8,57             | 12,01            | 12,57            | 10,59            | 6,86             | 2,60             | −0,46            |                  |
| Норма опадів, мм                              | 327              | 217              | 200              | 163              | 114              | 102              | 60               | 82               | 94               | 301              | 383              | 308              |                  |
| Середньомісячна швидкість вітру, м/с          | 3.73             | 3.51             | 3.53             | 3.49             | 3.37             | 3.37             | 3.29             | 2.99             | 2.90             | 3.23             | 3.77             | 3.67             |                  |
| Середньомісячна сонячна радіація, кДж/м²·день | 2764             | 5409             | 9495             | 14307            | 18278            | 19427            | 20084            | 17174            | 12236            | 6556             | 3198             | 2133             |                  |
| --------------------------------------------- | ---------------- | ---------------- | ---------------- | ---------------- | ---------------- | ---------------- | ---------------- | ---------------- | ---------------- | ---------------- | ---------------- | ---------------- | ---------------- |
| Джерело:                                      |                  |                  |                  |                  |                  |                  |                  |                  |                  |                  |                  |                  |                  |